# Gai Sulpici Galba (historiador)
Gai Sulpici Galba (llatí: Gaius Sulpicius Galba) va ser un magistrat i historiador romà. Era fill de Servi Sulpici Galba, pare de Gai Sulpici Galba i va ser avi de l'emperador Galba. Formava part de la gens Sulpícia, i era de la família dels Galba, d'origen patrici.
Va ser un home dedicat a la literatura i mai va ocupar cap alt càrrec de l'estat més amunt del de pretor. Va escriure un llibre d'història que Suetoni anomena multiplex nec incuriosa historia (complexa i descurosa història), de naturalesa desconeguda.